# Pheronema nascaniensis
Pheronema nascaniensis är en svampdjursart som beskrevs av Konstantin R. Tabachnick 1990. Pheronema nascaniensis ingår i släktet Pheronema och familjen Pheronematidae.
Artens utbredningsområde är havet utanför Chile. Inga underarter finns listade i Catalogue of Life.